# George Șoltuz
George Șoltuz (n. 2 octombrie 1977) este un fost jucător de fotbal român care a  jucat pentru clubul ACS Săgeata Stejaru.